# The Fat Man (film)
Pour les articles homonymes, voir Fatman.
Pour plus de détails, voir Fiche technique et Distribution.
The Fat Man est un film américain réalisé par William Castle, sorti en 1951. 
Il s’agit d’une adaptation du feuilleton radiophonique The Fat Man (en) lui-même inspiré par les personnages des romans de l’écrivain Dashiell Hammett. L'acteur principal, J. Scott Smart (en), jouait également ce rôle lors du programme radiophonique.

## Synopsis
Un homme enquête sur la mort inexpliquée d'un dentiste.

## Fiche technique
- Titre : The Fat Man
- Titre original : The Fat Man
- Réalisation : William Castle
- Assistant-réalisateur : Joseph E. Kenney
- Scénario : Harry Essex et Leonard Lee d'après Dashiell Hammett
- Photographie : Irving Glassberg
- Montage : Edward Curtiss
- Musique : Hans J. Salter et Frank Skinner
- Direction artistique : Bernard Herzbrun et Richard H. Riedel
- Décors de plateau : Russell A. Gausman et Ruby R. Levitt
- Costumes : Rosemary Odell
- Producteur : Aubrey Schenck
- Société de production : Universal Pictures
- Société de distribution : Universal Pictures
- Pays de production : États-Unis
- Langue : anglais
- Format : Noir et blanc - 35 mm - 1,37:1 - Son : mono (RCA Sound System)
- Genre : Film policier, film noir
- Durée : 77 minutes
- Date de sortie : 
  - États-Unis : 19 mai 1951

## Distribution
- J. Scott Smart (en) : Brad Runyan
- Julie London : Pat Boyd
- Rock Hudson : Roy Clark
- Clinton Sundberg : Bill Norton
- Jayne Meadows : l'infirmière Jane Adams
- John Russell : Gene Gordon
- Jerome Cowan : le lieutenant de police Stark
- Emmett Kelly : Ed Deets
- Lucille Barkley (en) : Lola Gordon
- Robert Osterloh : Fletch Fletcher
- Harry Lewis (en) : Happy Stevens
- Teddy Hart : Shifty
- Mary Young : une vendeuse (non-créditée)
- Anthony George : Anthony the Wolf (non-crédité)
- Tris Coffin (en) (non-crédité)
- Gino Corrado (non-crédité)
- Tom Coleman (non-crédité)
- Howard M. Mitchell (non-crédité)
- Tom Keene (non-crédité)
- Marvin Kaplan (non-crédité)
- Donald Kerr (non-crédité)
- Shimen Ruskin (non-créditée)
- Cosmo Sardo (non-crédité)
- Charles Sherlock (non-crédité)
- Guy Wilkerson (en) (non-crédité)
- James Conaty (non-crédité)
- Alvin Hammer (non-crédité)

## Autour du film
- Le film a été tourné à Los Angeles.
- Premier rôle au cinéma pour l’artiste de cirque Emmett Kelly.